# Hypsilophodontia
Hypsilophodontia es un clado inactivo de dinosaurios ornitisquios ornitópodos que se considera redundante y se prioriza el uso de Hypsilophodontidae.